# 小行星17653
小行星17653（17653 Bochner）是一颗绕太阳运转的小行星，为主小行星带小行星。该小行星于1996年11月10日发现。

## 轨道参数
小行星17653的轨道半长轴为2.6655566 UA，离心率为0.219。